# Lönnbladsskål
Lönnbladsskål (Lanzia luteovirescens) är en svampart som först beskrevs av Roberge ex Desm., och fick sitt nu gällande namn av Dumont & Korf 1978. Lanzia luteovirescens ingår i släktet Lanzia och familjen Rutstroemiaceae.   Inga underarter finns listade i Catalogue of Life.
I den svenska databasen Dyntaxa används istället namnet Rutstroemia luteovirescens för samma taxon.  Arten är reproducerande i Sverige.